# Конвой Трук – Сайпан (03.06.1944 – 07.06.1944)
Конвой Трук — Сайпан (03.06.1944 — 07.06.1944) — японський конвой часів Другої світової війни, проведення якого відбувалось у червні 1944-го.
Вихідним пунктом конвою був атол Трук у центральній частині Каролінських островів, де ще до війни створили головну базу японського ВМФ у Океанії. 17—18 лютого 1944-го вона була розгромлена внаслідок потужного рейду американського авіаносного з'єднання, після чого припинилось курсування конвоїв між цією базою та Токійською затокою. Втім, у наступні кілька місяців (поки союзники не атакували Маріанські острови, що залишало Трук у їх глибокому тилу) японці ще провели кілька конвоїв до/з Труку, проте тепер вони курсували за коротким маршрутом з/до Маріанських островів.
Один з таких конвоїв вийшов у море 3 червня 1944-го. До нього увійшли транспорти «Кьоєй-Мару» (Kyoei Maru), «Моджі-Мару», «Імідзу-Мару», «Тацутагава-Мару» (Tatsutagawa Maru), «Коджун-Мару» (Kojun Maru), «Нітчо-Мару», «Нанко-Мару № 1» та, можливо, інші судна. Охорону забезпечували кайбокан (фрегат) CD-6, мисливці за підводними човнами CH-31, CH-32 та CH-51 і допоміжний мисливець за підводними човнами CHa-66.
Хоча поблизу Труку та Маріанських островів традиційно патрулювали американські підводні човни, проходження конвою відбулось успішно і 7 червня він без втрат досягнув острова Сайпан.
Втім, на той час очікувалась атака американців на Маріанські острови, тому з метою порятунку кораблів вже 11 червня 1944-го з Сайпану до Японії вийшов великий конвой № 4611, який 12 червня дійсно потрапив під удар американської авіаносної авіації, причому серед потоплених транспортів опинились «Моджі-Мару», «Імідзу-Мару» та «Нітчо-Мару».